# Пернициозная анемия
Перницио́зная анеми́я (от лат. perniciosus — гибельный, опасный), или B12-дефицитная анемия, или мегалобластная анемия, или болезнь Аддисона — Бирмера, или (устаревшее название) злока́чественное малокро́вие, — заболевание, обусловленное нарушением кроветворения, причиной которого может быть несколько факторов, основным из которых является недостаток в организме витамина B12.

## Основные сведения
Это синдром, связанный с недостатком B12 и фолиевой кислоты в организме. Характеризуется наличием в костном мозге большого количества крупных незрелых предшественников эритроцитов (мегалобластов).
Витамин B12 всасывается в основном в нижней части подвздошной кишки. Анемия может быть вызвана недостаточным потреблением витамина B12 в пищу, недостаточной выработкой внутреннего фактора Касла в париетальных клетках желудка, патологическими процессами в подвздошной кишке с нарушением всасывания или конкуренцией за витамин B12 со стороны ленточных червей или бактерий.
При дефиците витамина B12 на фоне анемической клинической картины (или без неё) могут возникнуть и неврологические расстройства из-за связанного с дефицитом витамина B12 нарушения синтеза жирных кислот. Может наблюдаться демиелинизация и необратимая гибель нервных клеток. Симптомами такой патологии являются онемение или покалывание конечностей и атаксия.
Избыточное потребление фолиевой кислоты может маскировать анемию, связанную с дефицитом витамина B12. Фолиевая кислота, поступающая в виде пищевых добавок или лекарственных средств, представляет собой биологически неактивную форму. Применение активных метаболитов фолиевой кислоты (например, 5-метилтетрагидрофолата), которые сразу встраиваются в фолатный цикл, не маскирует гематологические проявления B12-дефицитной анемии в отличие от «свободной» фолиевой кислоты, которая может возобновить биосинтез ДНК и исправить анемию, не влияя на метилирование.

## Проявления
- Ярко-красный, а затем «лакированный» язык;
- Ахилия желудка;
- Малокровие с наличием патологических эритроцитов;
- Поражение нервной системы;
- Желтоватый цвет кожи;
- Образование в костном мозге аномальных крупных клеток вместо эритроцитов (переход на мегалобластический тип кроветворения).

## Этиология
Причиной заболевания могут быть несколько факторов. Основной — недостаток экзогенного кобаламина (витамина B12) при нерациональном и несбалансированном питании. Также важным фактором является нарушение всасывания витамина B12, обусловленное частыми энтеритами, колитами и иными патологиями ЖКТ, которые ведут к поражению энтероцитов и их всасывательной способности; гастрэктомия; рак желудка; недостаточное (или полное отсутствие) выделения внутреннего фактора Касла, поражение париетальных клеток; долгое использование медицинских препаратов, приводящих к уменьшению кислотности в желудке; токсическое воздействие на стенку желудка.
Причиной также может быть инвазия ленточными червями (в частности, опасен широкий лентец, так как он паразитирует в кишечнике и всасывает витамины, которые поступают в желудочно-кишечный тракт хозяина.
Важно упомянуть, что пернициозная анемия может возникать не только из-за витамина B12, но также из-за недостатка фолиевой кислоты в организме.
Также возможно наличие наследственного дефекта, который передается аутосомно-рецессивно.

## Осложнения
В отсутствие лечения развиваются мегалобластическая анемия и необратимая дегенерация нервов, так как красный костный мозг и нервная система особенно чувствительны к дефициту витамина B12.

## Историческая справка
В 1855 году английский врач Томас Аддисон, а затем в 1872 году более подробно немецкий врач Антон Бирмер описали болезнь, которую назвали злокачественной (пернициозной) анемией. Вскоре французский врач Арман Труссо предложил называть эти болезни аддисоновой анемией, или болезнью Аддисона.
В 1926 году Дж. Уипл, Дж. Майнот и У. Мерфи сообщили, что пернициозная анемия лечится введением в рацион питания сырой печени и что в основе заболевания лежит врожденная неспособность желудка секретировать вещество, необходимое для всасывания витамина B12 в кишечнике. За это открытие они в 1934 году получили Нобелевскую премию.